# Белан, Валерий Иванович
Вале́рий Ива́нович Бела́н (род. 2 августа 1948) — советский украинский легкоатлет, специалист по метанию копья. Выступал за сборную СССР по лёгкой атлетике в 1960-х и 1970-х годах, обладатель бронзовых медалей чемпионата СССР и Европейских юниорских легкоатлетических игр, победитель первенств международного, всесоюзного и республиканского значения. Представлял Одессу, спортивное общество «Колос» и Вооружённые силы.

## Биография
Валерий Белан родился 2 августа 1948 года. Занимался лёгкой атлетикой в Одессе, выступал за Украинскую ССР, добровольное спортивное общество «Колос» и Советскую Армию.
Первого серьёзного успеха в метании копья добился в сезоне 1966 года, когда вошёл в состав советской сборной и выступил на Европейских юниорских легкоатлетических играх в Одессе, где с результатом 71,18 завоевал бронзовую награду.
В 1972 году на чемпионате СССР в Москве метнул копьё на 79,32 метра и выиграл бронзовую медаль, уступив лишь рижанам Янису Лусису и Вилнису Фельдманису. Позднее на домашних соревнованиях в Одессе стал серебряным призёром и установил свой личный рекорд — 85,42 метра.
В марте 1973 года на соревнованиях в Одессе с результатом 80,02 превзошёл всех соперников в зачёте метания копья.
В мае 1974 года вновь победил на турнире в Одессе, показав результат в 80,36 метра.
В августе 1975 года отметился победой на международном турнире в чехословацкой Банска-Бистрице (80,80).
В июне 1979 года с результатом 80,42 выиграл всесоюзные соревнования в Кишинёве.